# Henrietta H. Fore
Pour les articles homonymes, voir Fore.
Henrietta Holsman Fore, née le 9 décembre 1948 à Chicago, est une haut fonctionnaire et diplomate américaine. Elle est directrice exécutive de l'UNICEF de 2018 à 2022.

## Biographie

### Études
Henrietta H. Fore est titulaire d'une licence d'histoire du Wellesley College et d'un master en sciences de l'administration publique de l'université du Nord du Colorado.

### Carrière professionnelle
Entre 1989 et 1993, elle est administratrice adjointe pour l'Asie et administratrice adjointe pour l’entreprise privée à l'Agence des États-Unis pour le développement international (USAID).
De 2001 à 2005, elle est directrice de la monnaie au département du Trésor des États-Unis.
De 2005 à 2007, elle est sous-secrétaire d'État à la gestion et directrice générale des opérations du département d'État des États-Unis. Elle est notamment responsable du personnel, des ressources, des installations, de la technologie et de la sécurité au sein du département.
De 2007 à 2009, elle est administratrice de l'USAID et directrice des services d’aide étrangère des États-Unis (United States Foreign Assistance). Elle est la première femme à occuper ces postes.
Avant 2018, elle est présidente du conseil d'administration et présidente-directrice générale de Holsman International, une société de production et d’investissement. Elle est également membre du conseil d'administration de plusieurs entités publiques nationales et internationales, notamment co-présidente de l'Asia Society, présidente de la Middle East Investment Initiative et co-présidente de WomenCorporateDirectors. Elle siège aussi aux conseils d'administration du Center for Strategic and International Studies (CSIS), de l'Institut Aspen, du Committee Encouraging Corporate Philanthropy (CECP), du Center for Global Development (CGD), de l'Overseas Private Investment Corporation et de la Millennium Challenge Corporation.
Le 1er janvier 2018, elle devient directrice exécutive de l'UNICEF.

## Vie privée
Elle est mariée et a quatre enfants.

## Décorations
- 2005 : Prix Alexander-Hamilton, la plus haute distinction du département du Trésor[1].
- 2009 : Prix du mérite, la plus haute distinction que peut décerner le secrétaire d'État des États-Unis[1].